# 小川町上小川
小川町上小川（おがわまち かみおがわ）は、福島県いわき市の大字である。郵便番号は979-3124。

## 地理
いわき市北部の小川地区に属する。北で双葉郡川内村下川内、東で双葉郡楢葉町上小塙、北東で双葉郡広野町上浅見川、東で大久町大久、四倉町八茎、小川町柴原、小川町上平、南で小川町高萩、南西で小川町塩田、三和町下永井、西で川前町川前、川前町下桶売とそれぞれ隣接する。また、南部には小川町福岡が当地に取り囲まれるように位置する。概ね町村制施行以前の磐城郡上小川村の流れを汲む地域である。二級水系夏井川左岸域および支流の下田川、加路川、江田川流域に加え、二級水系木戸川上流右岸域と支流の十和田川流域、二級水系浅見川上流域を主な範囲とする。主に南部の夏井川と支流が成す平野部に水田や市街地が広がり、その他大部分を阿武隈高地の山林が占め、川沿いの谷あいの平地に集落が点在する。内郷御厩町内に所在するいわき中央警察署及び小川町上小川に所在する平消防署小川分遣所がそれぞれ管轄にあたる。

### 主な字
字
- 松塚
- 草倉沢
- 大坂
- 石柄平
- 堂付平
- 作り沢
- 後原
- 北赤沼
- 赤沼
- 石橋
- 植ノ内
- 風呂前

- 伊吾内
- 引草
- 表
- 御堂
- 下广門
- 川原
- 峰岸
- 入生田
- 彦太郎内
- 石保町
- 空木
- 和具

- 中川原
- 片石田
- 川古屋
- 加路
- 高谷地
- 高崎
- 香後
- 釜ノ平
- 川向
- 横川前
- 木風木
- 湯ノ沢

- 細石赤坂
- 曲萱
- 床屋沢
- 好古
- 根本
- 畑ノ作
- 横川
- 猪小屋
- 茱莄平
- 内倉
- 沼
- 中戸渡

- 下戸渡
- 上戸渡
- 江田
- 道下
- 山神前
- 椚平
- 牛小川
- 川上

### 山岳
- 猫鳴山
- 二ッ箭山
- 神楽山
- 屹兎屋山

### 河川
二級水系木戸川水系
- 木戸川
  - 戸渡川
    - 十文字川

二級水系浅見川水系
- 浅見川

二級水系夏井川水系
- 夏井川
  - 中川
  - 江田川
    - 背戸峨廊
    - 内倉湿原

  - 加路川
  - 下田川

## 歴史
- 1879年1月27日 - 幕府領上小川村が福島県内における郡区町村制の施行により磐城郡の村となる[4]。
- 1889年4月1日 - 町村制の施行により上小川村が福岡村と合併し、上小川村が発足する。旧上小川村域は上小川村の大字となる。[4]。
- 1896年4月1日 - 磐城郡と周辺郡との合併により石城郡が発足し、石城郡上小川村となる[4]。
- 1955年2月11日 - 上小川村が下小川村、赤井村大字西小川、三島、高萩、塩田と合併し小川町が発足し、小川町の大字となる[4]。
- 1966年10月1日 - 小川町が平市・磐城市・常磐市・勿来市・内郷市、石城郡遠野町・四倉町・川前村・田人村・好間村・三和村、双葉郡久之浜町・大久村と合併しいわき市となり、いわき市小川地区の大字となる[4]。

## 世帯数と人口
2023年10月31日現在の世帯数と人口は以下の通りである。
| 大字         | 世帯数  | 人口   |
| ------------ | ------- | ------ |
| 小川町上小川 | 563世帯 | 1485人 |

## 小・中学校の学区
市立小・中学校に通う場合、学区は以下の通りとなる。
| 番地 | 小学校               | 中学校               |
| ---- | -------------------- | -------------------- |
| 全域 | いわき市立小川小学校 | いわき市立小川中学校 |

## 交通

### 鉄道
- 東日本旅客鉄道（JR東日本）磐越東線
  - 江田駅

### 道路
- 国道399号
  - 中島バイパス
  - 十文字バイパス
  - 戸渡バイパス
- 福島県道41号小野四倉線
- 福島県道249号上戸渡広野線

## 施設
- 平消防署 小川分遣所
- 旧いわき市立小川小学校 戸渡分校跡
- 東日本国際大学 第二運動場
- JA福島さくら 小川支店
- 草野心平生家
- 福島ソーラーシェア発電所
- 常慶寺
- 二屋神社
- 八坂神社